# Holokauszt
A holokauszt szó eredeti és legismertebb jelentése a náci Németország által kontrollált területeken a második világháború alatt végrehajtott, a nemzetiszocialista német kormány által eltervezett és irányított népirtás, amelynek körülbelül hatmillió európai, zsidó származású ember esett áldozatul. Zsidó terminusa a soa vagy soá (שׁוֹאָה), ami a teljes pusztulást, kiirtást jelenti (jiddis חורבן).
Tágabb értelemben belefoglalnak a zsidókon kívül másokat is, mivel a náci rendszer más csoportokat is üldözött vagy próbált megsemmisíteni: a cigányokat (Porajmos), az oroszokat (különösen a hadifoglyokat), a lengyeleket (Generalplan Ost), a fogyatékosokat (Aktion T4), a homoszexuálisokat és a politikai vagy vallási ellenállókat, például a szocialistákat, kommunistákat, vagy Jehova Tanúit. Üldöztetést szenvedtek rajtuk kívül a rendszerrel szemben álló katolikus papok és protestáns lelkipásztorok is, akik közül sokakat deportáltak, fogságban tartottak vagy ezekkel fenyegettek. Sok kutató azonban nem veszi bele ezen csoportokat a holokauszt definíciójába, hanem azt csak a zsidó nép irtásaként határozza meg. A nácik minden áldozatát figyelembe véve a halottak száma jóval nagyobb, a legtöbb becslés 9 és 11 millió közé teszi.
Az üldözés és népirtás több lépésben valósult meg. A zsidókat a civil társadalomból kizáró nürnbergi törvények évekkel megelőzték a második világháborút. Koncentrációs táborokat létesítettek, ahol kényszermunkát végeztettek a foglyokkal, amíg azok — különösen a háború alatti szűkös élelemellátás következtében — bele nem pusztultak a kimerültségbe vagy valamilyen betegségbe. A Harmadik Birodalom által újonnan meghódított keleti területeken Einsatzgruppéknak nevezett speciális alakulatok tömegesen kivégezték a zsidókat és a nácik politikai ellenségeit. A zsidókat és a cigányokat gettókba zárták, ahonnan tehervagonokkal szállították őket a több száz kilométernyire fekvő haláltáborokba; akik túlélték az utazást, azok nagy részével gázkamrákban végeztek. A német bürokrácia minden ága részt vett a tömeggyilkosságok megszervezésében, az ország – egy holokausztkutató szavaival élve – „népirtó állammá” vált.

## A „holokauszt” szó jelentése
A holokauszt (görög: ´ολοκαυστον, holokauszton) szó jelentése „teljesen elégő áldozat”. A szó a Szeptuagintából ered és a héber עוֹלָה ólá-nak („ami felmegy”), azaz a „teljesen elégő áldozat”-nak a tükörfordítása. Ebben az értelemben először a történész Xenophón használta, majd megjelent a héber Biblia görög nyelvű fordításában, a Septuagintában is. Szent Jeromos latin bibliafordítása holocaustum formában terjesztette el az angolszász nyelvterületen. A német és annak hatása alatt levő nyelvterületeken (ide tartozik hagyományosan a magyar is) nem volt használatos a kifejezés, mivel Luther Márton a Brandopfer (égőáldozat) kifejezéssel fordította.
A holokausztban érintett népek kezdetben a saját nyelvükön nevezték el: a zsidók „soá”-nak (a השואה – hásoá héber szó jelentése „csapás”), a cigányok Porajmos-nak (elemésztés) hívják.
Ezzel magyarázható, hogy az európai zsidóság elleni népirtásra először angol nyelvterületen használták a kifejezést 1942 decemberében a News Chronicle című napilapban, Hitler a zsidóság megsemmisítésére vonatkozó terveivel kapcsolatban: …the Jewish peoples are to be exterminated. 1945-től zsidó holokausztként „foglalt helyet" politikai és történelmi szövegösszefüggésekben ez a kifejezés – de csak az angolszász nyelvterületen. 1972-től terjedt el a széles nyilvánosságban Frederick Forsyth regénye, Az Odessa ügyirat (The Odessa File) nyomán.  Később más népirtásokra (például a ruandaira vagy az örményre) is használni kezdték.[forrás?]
A zsidók elleni tömeges üldöztetés és gyilkosságok máskor is zajlottak Európában már a középkorban is. A legnagyobb a 15. század végén Spanyolországban történt, ahol ennek következtében sokan kikeresztelkedtek. A szintén zsidó származású Tomás de Torquemada inkvizítor nevéhez köthetőek ezek az eljárások és kivégzések, melyek során ezreket öltek meg, valamint további ezreket űztek el. Egyes történészek a spanyolországi eseményeket pl. „kis holokausztnak” is nevezik.

## A zsidó holokauszt

### Előzmények
A középkori Európában a zsidók folyamatosan antiszemitizmusnak voltak kitéve a keresztény teológia alapján, amely Jézus meggyilkolásával vádolta őket. Még a reformáció után is a katolicizmus és lutheránizmus továbbra is üldözte őket. Luther 1543-as könyve (Von den Jüden und Ihren Lügen) szerint Németországnak meg kell szabadulnia a zsidóktól.
A modern kori antiszemitizmus ezzel szemben már nem vallási, hanem faji alapú volt.
A 19. század második felében az olyan gondolkodók hatására, mint például Houston S. Chamberlain és Paul de Lagarde, a Német Birodalomban és Ausztriában kialakult az etno-nacionalista „népi mozgalom” (→ Völkische Bewegung). Heinrich von Treitschke már a fajok harcáról írt, amelyben a bátrak győznek, míg a többiek pusztulásra vannak ítélve. A befolyása nyomán az antiszemitizmus bekerült a német értelmiségi körökbe. Ő népszerűsítette „A zsidók a mi szerencsétlenségünk!” (Juden sind unser Unglück!) szlogent is.

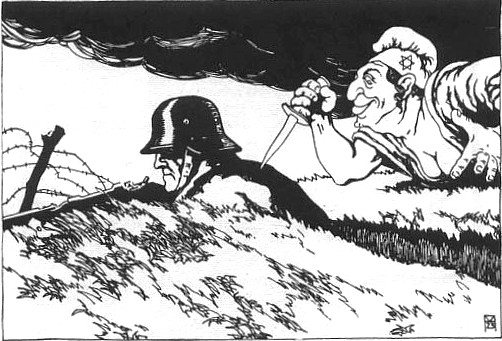
Antiszemita osztrák képeslap 1919-ből

A német népi mozgalom egy olyan áltudományos, rasszista ideológiát karolt fel, amely a zsidókat olyan fajnak tekintette, amelynek tagjai halálos küzdelemben vannak az árja fajjal szemben a világ uralmáért. Közép-Európában a 19. század végére, illetve a 20. század elejére újra kialakult a zsidógyűlölet légköre.

### Hitler
Hitler antiszemitizmusának eredetével kapcsolatban több szerző arra mutat rá, hogy annak eredményeként alakult ki, hogy az I. világháborút követően sokan a zsidókat okolták Németország vereségéért. Hitler antiszemitizmusa szövevényes erők és események befolyása alatt növekedett. Édesanyjának melloperációját egy zsidó orvos végezte, de az anyja végül meghalt, ő pedig meg volt róla győződve, hogy az orvos megmérgezte. A bécsi éveinek sikertelensége, a művészeti főiskoláról való eltanácsolása ugyancsak fokozta benne a zsidógyűlöletet. Valamennyi traumáért a zsidókat tette felelőssé.
Nyíltan beszélt az irántuk érzett ellenérzéséről; az 1925-ben kiadott Mein Kampf című művében Németország és az árja faj elleni világméretű összeesküvés szervezőiként írta le a zsidókat, akiket ki kell űzni az ország politikai és szellemi életéből. A Mein Kampf-ban írja:
A két veszély: a marxizmus és a zsidóság... Ha a zsidó a marxista hitvallás segítségével győzedelmeskedik e világ népein, győzelmi koronája az emberiség halotti koszorúja lesz, és akkor ez az égitest ismét emberek nélkül fog bolyongani a világűrben, mint sok millió évvel ezelőtt, mert az örök természet kérlelhetetlenül megbosszulja parancsai megszegését. Hiszem, hogy a mindenható Isten akarata szerint cselekszem, amikor a zsidóval szemben védekezem és harcolok az Úr művéért!...

A hideg borzongatott, amikor először ismertem fel a zsidóságban a fővárosi (bécsi) fertőnek jéghideg, arcátlan, kalmár szellemű vámszedőjét. Felnyílt a szemem...

A nagynémet mozgalom antiszemitizmusa nagyon helyesen a faji kérdés jelentőségének felismerésén és nem vallási jellegen alapult. Egy meghatározott hitvallás elleni harca azonban alapjában és taktikai szempontból is kétségtelenül alkalmatlan volt...

Tartottak volna csak a (I. világ-) háború kezdetén és a háború alatt tizenkét-tizenötezer héber népbolondítót mérges gázok alá...
Joseph Hell újságíró visszaemlékezései szerint 1922-ben ezt mondta neki:
Ha hatalomra jutok, legelső dolgom a zsidók megsemmisítése lesz. Amint meglesz hozzá a hatalmam, akasztófasorokat fogok állítani – például a müncheni Marienplatzon –, amennyit csak a forgalom enged. Oda lesznek a zsidók felakasztva, kivétel nélkül; és addig lógnak ott, amíg bűzleni nem kezdenek; addig lógnak, amíg a higiénia szabályai engedik. Amint levágják őket, jön a következő adag, és így tovább, amíg csak marad zsidó Münchenben. Más városok követni fogják a példát, amíg Németország teljesen meg nem tisztul a zsidóktól.

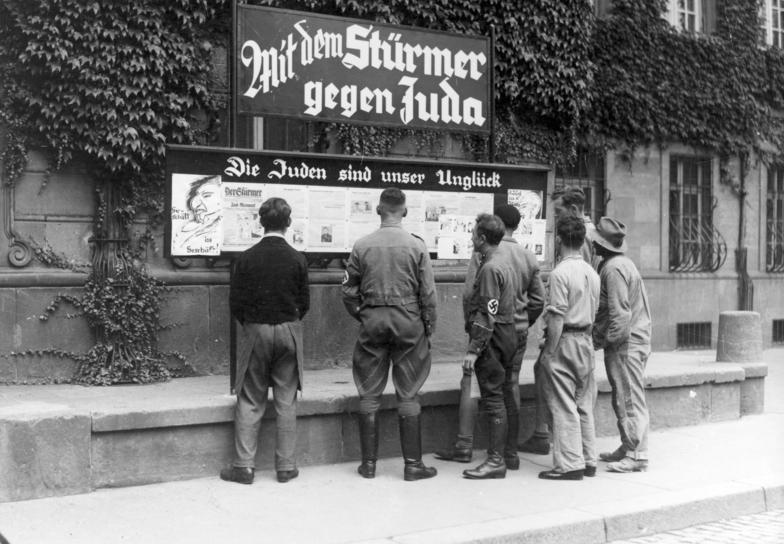
Német emberek olvasnak egy antiszemita köztéri újságot. Szlogen: A zsidók a mi szerencsétlenségünk (Die Juden sind unser Unglück). (1935, Worms)

Az 1930-as években a zsidók jogi, gazdasági és társadalmi mozgásterét egyre jobban leszűkítették. Amikor Hitler 1933-ban átvette Németország irányítását, a zsidók üldözése politikai elv lett. 1933-ban kitiltották a zsidókat a közszférából, eltiltották őket a jogászi, orvosi, tanári, politikusi és mezőgazdasági munkáktól. 1935-ben a nürnbergi törvények megfosztották őket állampolgárságuktól és megtiltották a nem zsidókkal való házasságukat.

### Kezdete
1938. őszén egy Franciaországba emigrált zsidó fiatalember, H. Grynszpan, a szülei sorsa elleni tiltakozásul lelőtt egy Párizsban működő német diplomatát, Ernst Eduard von Rathot.
A merénylet esete jól jött Goebbels propagandaminiszternek, aki már régóta vadászott egy hasonló botrányra, amivel fel lehet korbácsolni a közvélemény haragját. A német újságok már világméretű zsidó összeesküvésről írtak, amely Grynszpan-t csak eszközül használta.
A holokauszt kezdetét gyakran az ún. "kristályéjszakától" (Kristallnacht), 1938. november 9-e éjszakájától számítják, amikor is Németországban országszerte halmokban állt a zsidó üzletek, otthonok és zsinagógák ablakaiból származó üvegcserép.
Németországban betiltották a zsidó lapokat, és kitiltották a zsidókat a német oktatási intézményekből. 9-én este civil ruhás rohamosztagosok zsidóellenes zavargásokat szítottak, közel száz zsidót megöltek, több mint ezer zsinagógát és sok ezer zsidó lakást és boltot kiraboltak és felgyújtottak, és mintegy 30 000 embert koncentrációs táborokba vittek. Hasonló események zajlottak Ausztriában is.

### II. világháború

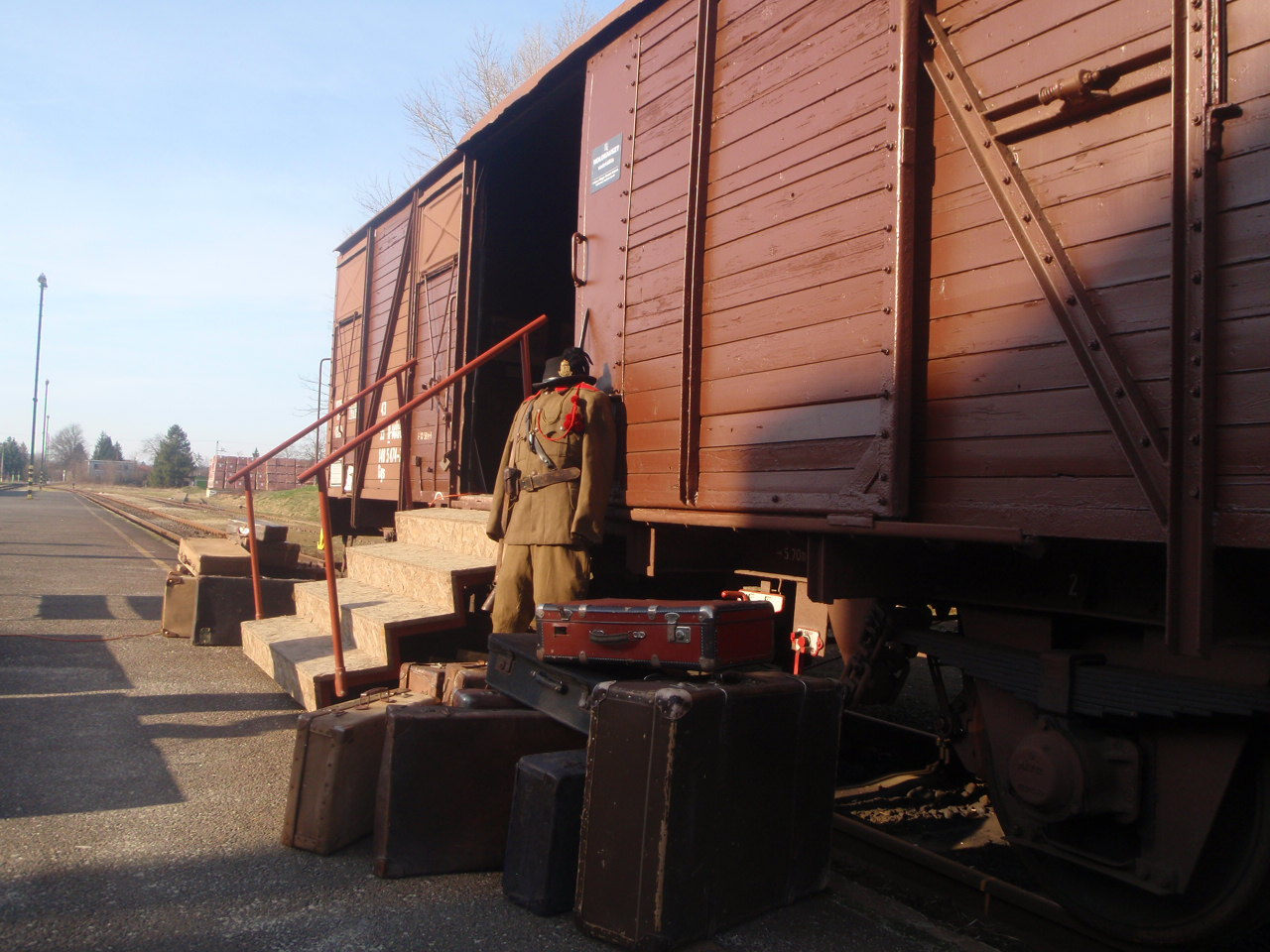
Deportálás céljára használt vagon (Utazó kiállítás Kőszeg vasútállomásán)

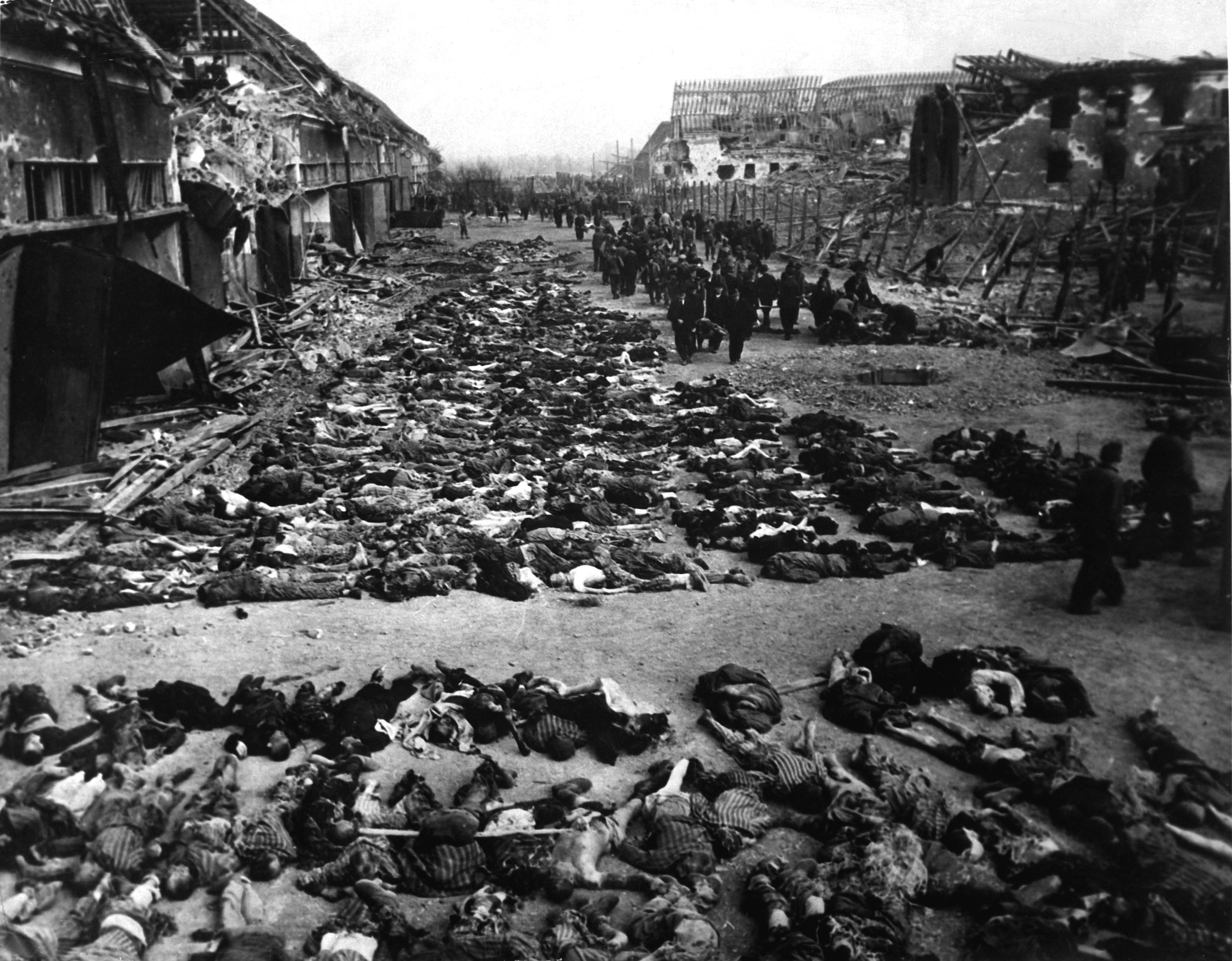
A nordhauseni koncentrációs tábor 1945. április 12-én; a táborban meghaltak számát 20 000-re teszik

A háború kitörésével a német zsidópolitika második szakaszába lépett, melynek célja a zsidók területi elkülönítése volt. 1939 őszén a németek megszállták a mintegy kétmillió zsidó lakta Nyugat-Lengyelországot. Reinhard Heydrich, a Reichssicherheitshauptamt feje azt javasolta, hogy gyűjtsék a lengyelországi zsidóságot néhány vasúti csomóponton fekvő nagyvárosban létesítendő gettóba, ahol kényszermunkát végeztethetnek velük, és a vasút megkönnyíti „további lépések” megvalósítását. (Adolf Eichmann 1961-es vallatása során azt állította, hogy a „további lépések” kifejezés alatt fizikai megsemmisítést értettek.) Ez meg is történt; a gettókban sok ezer zsidót meggyilkoltak, és még többen haltak meg éhségtől, betegségtől vagy a kimerültségtől, de szisztematikus kiirtásra ekkor még nem történt kísérlet.
1940–43 között Németországból, Ausztriából és a későbbi Csehszlovákia területéről Eichmann vezetése alatt Lengyelországba deportálták a zsidókat. (Korábban Hitler azt tervezte, hogy a teljes európai zsidóságot Madagaszkár szigetére telepítik ki, ahol politikai túszként használhatják őket, a Madagaszkár-terv azonban logisztikailag kivitelezhetetlennek bizonyult.) Egy részüket a gettókba telepítették, másokat koncentrációs táborokba zártak. A koncentrációs táborokat hatalomra kerülésük után hozták létre a nácik politikai ellenfeleik (a kommunisták és a szociáldemokraták) számára; az első, a dachaui koncentrációs tábor 1933 márciusában kezdte meg működését. Kezdetben alig voltak többek egy-egy pincénél vagy raktárépületnél, de némelyik idővel hatalmas, a városon kívül elhelyezkedő táborrá nőtt. 1942-re hat ilyen nagy tábor volt Lengyelországban. A foglyok napi 12-14 órát dolgoztak a német hadiipar számára; sokan belehaltak az éhségbe, az őrök kegyetlenkedéseibe vagy az embertelen körülményekbe.

### A „végső megoldás”

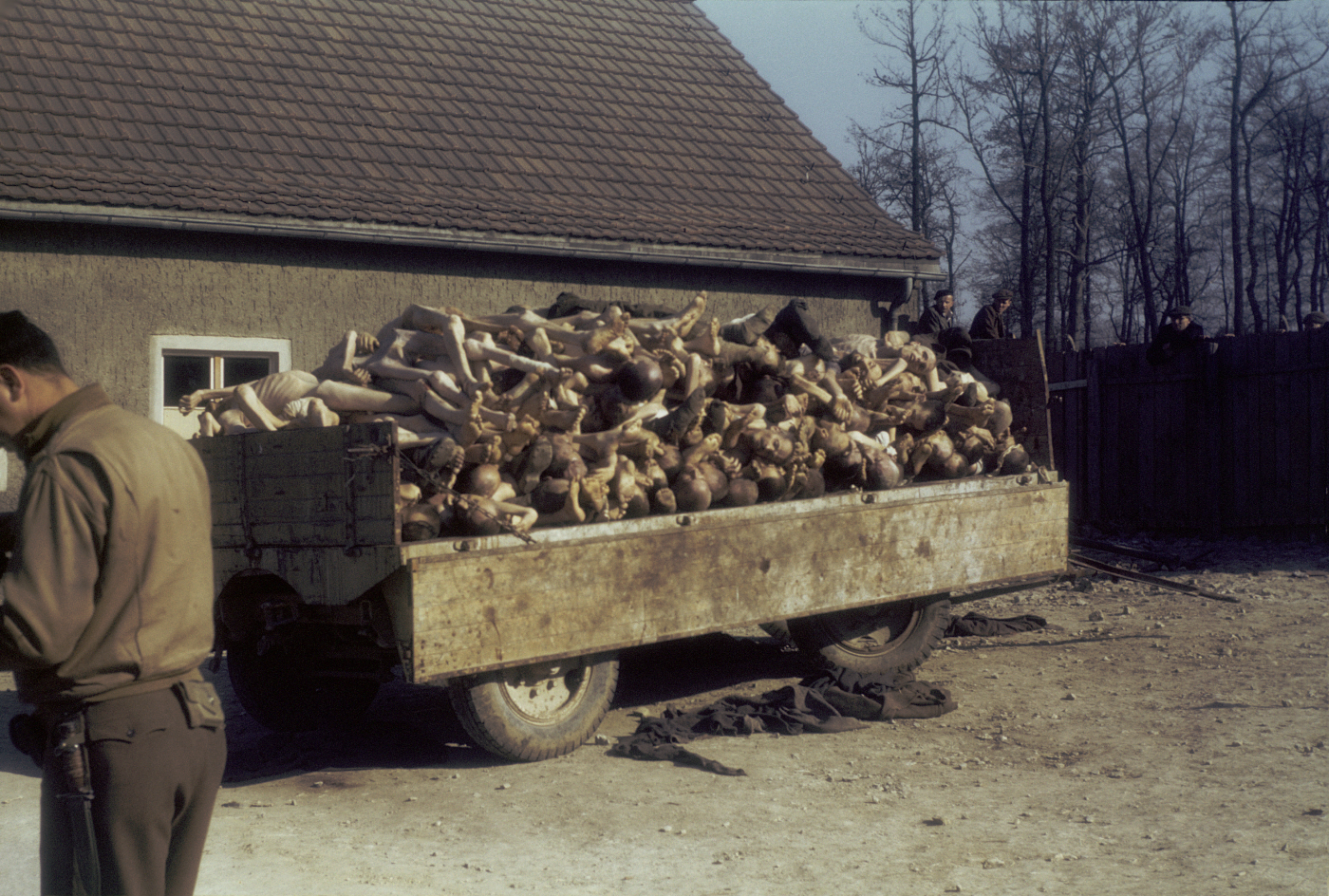
Holttestek egy teherautó utánfutóján, egy haláltáborban (1945. ápr.)

Az antiszemitizmus valamennyi hagyományos eszköze (rémhírek terjesztése, gettók felállítása, a zsidók jogi és emberi diszkriminációja, gazdasági szerepük teljes megszüntetése) mellett iparszerű és tervszerű megsemmisítésükre törekedett.
A nemzetiszocialista cinizmus ezt a „zsidókérdés végső megoldásának” (németül: Endlösung der Judenfrage) nevezte. A nemzetiszocializmus antikommunista jellegének a holokauszt kiterveléséhez és végrehajtásához nincs köze[forrás?], de a kommunistákat és a zsidókat gyakran összemosták és együttesen támadták: 'judeobolsevizmus'.
1942 januárjában tartották Berlin mellett az ún. wannseei konferenciát, ahol tervezték a „végső megoldást”. Legkésőbb 1941 szeptemberében el volt döntve a zsidók meggyilkolása. A wannseei konferencián csak a terv végrehajtásának eszközeit beszélték meg. A megszállt lengyel és szovjet területeken az első naptól fogva tömeggyilkosságokat hajtottak végre. A wannseei konferencia résztvevője volt Adolf Eichmann, aki később a magyarországi holokauszt megszervezője lett.
Magyarországon a zsidók deportálása az Adolf Eichmann által vezetett Judenkommando irányításával és a magyar közigazgatás és csendőrség aktív támogatásával történt meg.
Közel félmillió magyar zsidó került Auschwitzba.
Akiket nem öltek meg azonnal a gázkamrákban, azok munkatáborokba – mint Auschwitz-Birkenau – kerültek. De a munkatáborokba csak azok kerültek, akiket munkára alkalmasnak találtak. Akiket nem, azokat egyből elgázosították. Az Auschwitz melletti erdős területen levetkőztették őket, és azt mondták nekik: zuhanyozni mennek. Amikor a gáz az utolsó emberrel is végzett, a Sonderkommando (magyarul Különleges Egység: a gázkamrában és a táborban megöltek holttestét elégető, főleg zsidókból álló munkacsapat) tagjai a holttesteket vagy tömegsírokba, vagy a krematóriumba vitték.

### A zsidó holokauszt áldozatainak száma
| Év        | Áldozatok     |
| --------- | ------------- |
| 1933-1940 | 100 000 alatt |
| 1941      | 1 100 000     |
| 1942      | 2 700 000     |
| 1943      | 500 000       |
| 1944      | 600 000       |
| 1945      | 100 000       |

Az áldozatok számát több különböző becslés próbálta felmérni. A széles körben elfogadott számok öt és hatmillió között mozognak. Raul Hilberg német feljegyzések alapján 5,1 millióra tette az áldozatok számát. Martin Gilbert hasonló módszerekkel 5,75 millióra jutott. Jacob Leschinsky 5,95 millió halottat számított.[forrás?]  Gerald Fleming alsó becslésként 4,975 milliót, Jehuda Bauer 5,82 milliót ad meg. Lucy Dawidowicz a háború előtti és utáni népszámlálási adatokat összehasonlítva 5,934 millió áldozatot kapott. Wolfgang Benz 5,3 és 6,2 millió, az Encyclopaedia of the Holocaust írói, Yisrael Gutman és Robert Rozett pedig 5,59 és 5,86 millió közötti halottal számolnak. A Jad Vasem valamivel több mint 4 millió áldozatot tart nyilván név szerint.

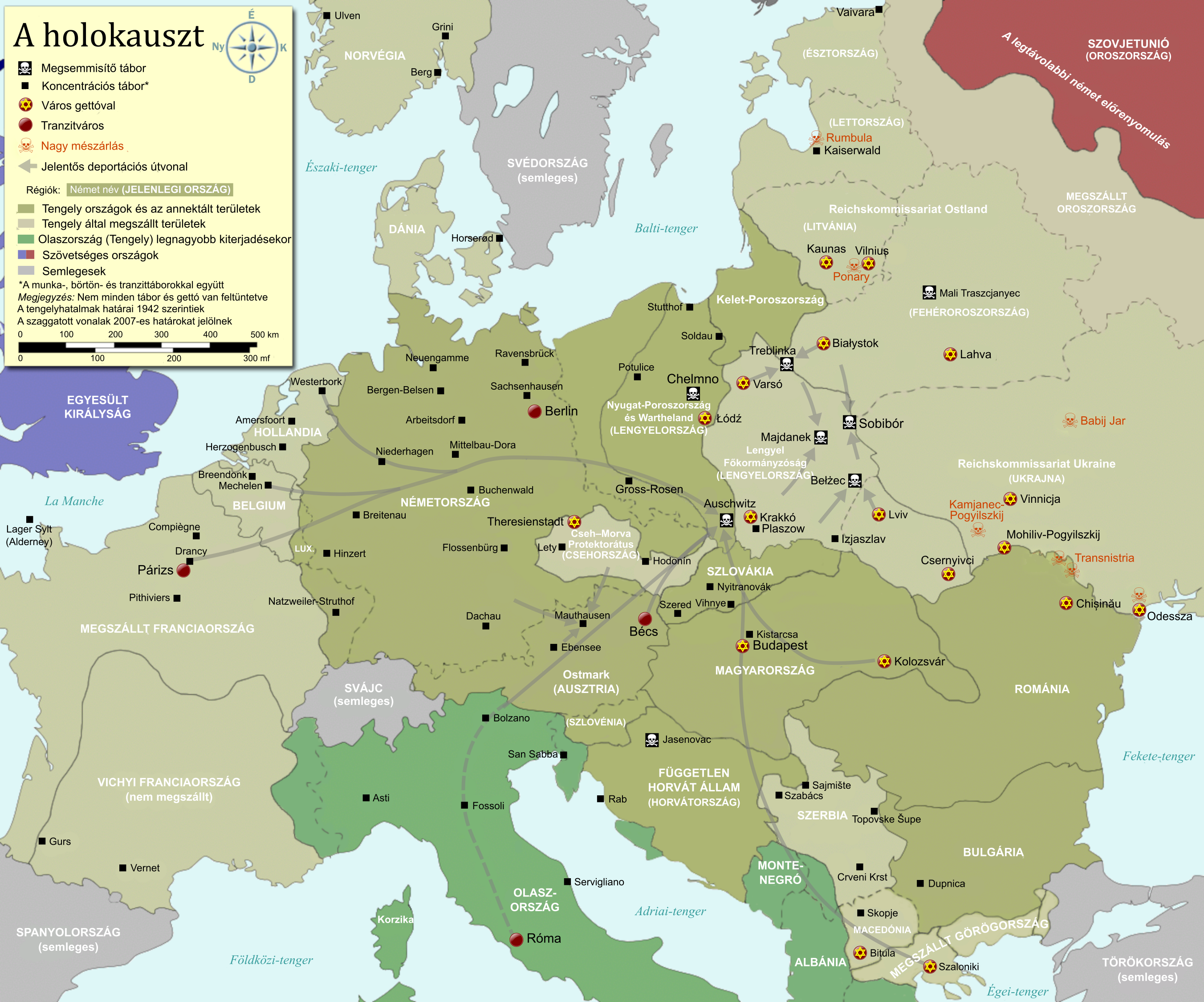
A fő megsemmisítő táborok

Az egyes haláltáborokban elhunytak száma a Jad Vasem adatai alapján: 
- Auschwitz-Birkenau: 1,3-1,5 millió, ennek több mint 90%-a zsidó;[43]
- Belzec: 600 ezer;[44]
- Chelmno: 320 ezer;[45]
- Majdanek: 360 ezer;[46]
- Maly Trostinets: 65 ezer;[47]
- Sobibór: 250 ezer;[48]
- Treblinka: 870 ezer.[49]

Ez összesen több mint 3,8 millió, amiből 80–90%-ra becsülik a zsidók arányát, ami a holokauszt zsidó áldozatainak körülbelül a fele. Félmillióra teszik a más, nem kifejezetten haláltáborként működő német koncentrációs táborokban elhunyt zsidók számát. 0,8–1 millióra becsülik azok számát, akiket az Einsatzgruppék öltek meg a megszállt szovjet területeken (ezeket a gyilkosságokat rendszerint nem dokumentálták). További százezereket az éhezés vagy betegség ölt meg a lengyel gettókban, még mielőtt deportálták volna őket.

### Magyarországon
1941 és 1945 között több mint 400 000, az ország mai területéről közel 200 000 magyar zsidó áldozata volt a holokausztnak.

## Más csoportok elleni atrocitások

### Romák

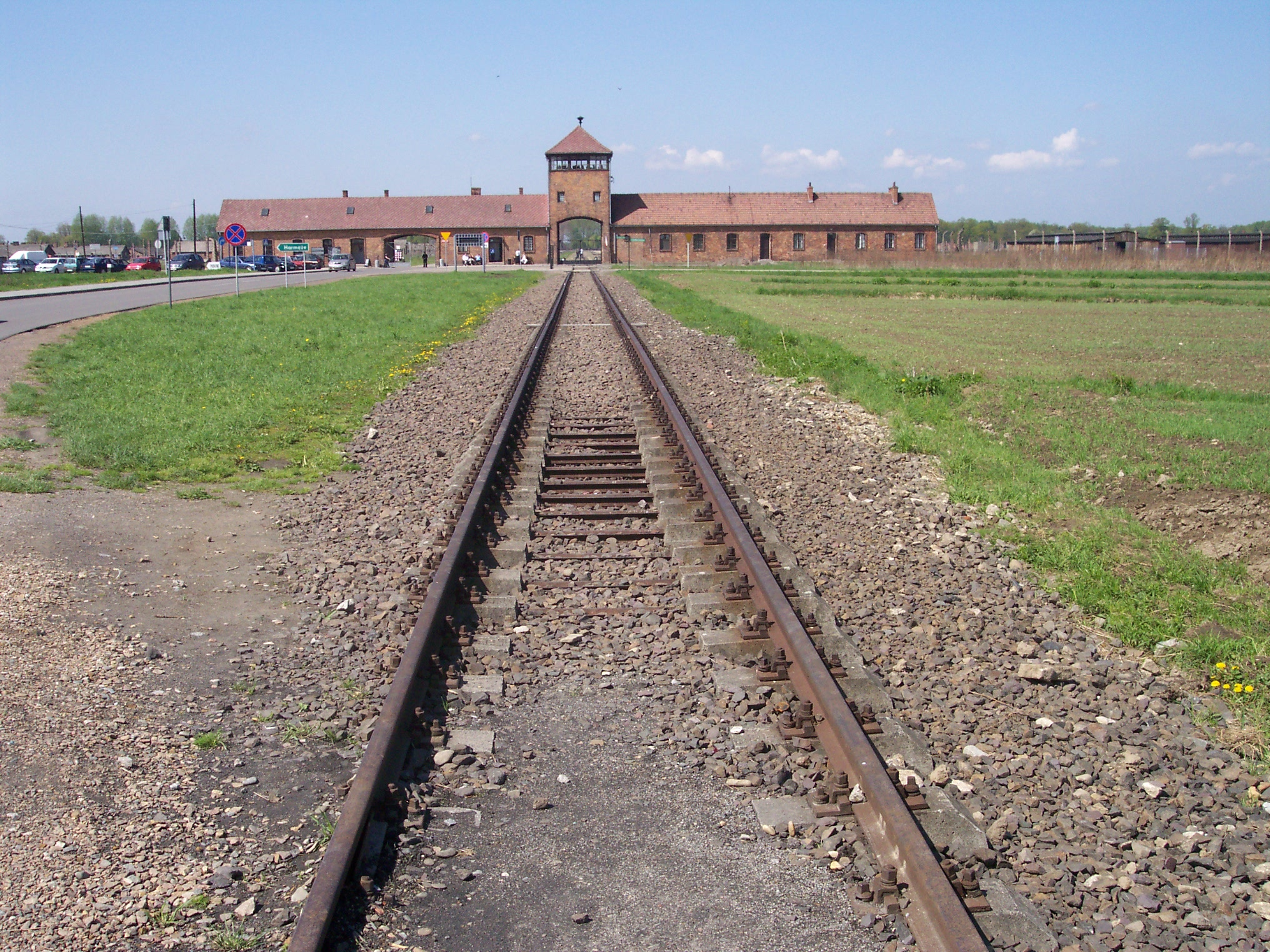
Vasúti sín Auschwitz-Birkenauban

Lengyelország 1939-es megszállása után a zsidók és a lengyelek deportálása mellett napirendre került a cigányok áttelepítése is egy „zsidó rezervátumba”. A bűnügyi rendőrség vezetője kérte a zsidók deportálásáért felelős Adolf Eichmannt, hogy a zsidó vonatokhoz csatoljanak „3-4 vagon cigányt”. Eichmann egyetértett, de terv a helyi német hatóságok ellenállásán megbukott, így 1940-ben 30 ezer helyett csak 2800 roma került Lublinba. 1941 őszén Hitler elrendelte a Birodalom „megtisztítását” a zsidóktól. Az akció keretében 5 ezer osztrák cigányt vittek a łódźi gettóba. A gettó zsidó vezetője, Chaim Rumkowski rasszista érvekkel indokolta a németeknek, hogy a zsidók miért nem élhetnek együtt a cigányokkal, akik bármire képesek. „Először rabolnak, aztán gyújtogatnak, hamarosan minden lángokban áll majd, gyárak, raktárak.” Kérésére a nemzetiszocialisták a gettóban egy zárt területre telepítették a romákat, akik hamarosan százával haltak meg tífuszban. Az éhség, a járvány és a lakáshiány miatt egyre romló körülményeket a német hatóságok a szokásos módon „orvosolták”: a łódźi gettóból 1942 februárjában éppen úgy a chelmnói haláltáborba deportálták, és ott gázteherautóban kivégezték a romákat, mint a zsidó gettó lakóit. 1941 nyarán a keleti lengyel és szovjet területeken megkezdődött a zsidók megsemmisítése. Az SS és a rendőrség speciális egységei, az Einsatzgruppék zsidók százezrei mellett több ezer „aszociális” cigányt lőttek agyon. A Baltikumban működő egyik speciális egység jelentése szerint 1942. február 1-jéig összesen 138 272 embert öltek meg. A 136 421 zsidó, 1064 kommunista, 56 partizán, 653 szellemi fogyatékos, 44 lengyel, 28 orosz hadifogoly és egy örmény mellett az alakulat öt cigányt is kivégzett. Az Einsatzgruppe B egyik, Szmolenszk térségében tevékenykedő egysége 1942 márciusában 1585 zsidót, 27 kommunistát és 45 cigányt, egy másik alakulat ugyanebben az időszakban 1551 zsidót, 5 orosz bűnözőt, 20 kommunistát és 33 cigányt „részesített különleges kezelésben”. 1941 októberében a keleti front középső szakaszán egy, az Einsatzgruppe C-hez tartozó őrjárat 32 fős cigánykaravánt tartóztatott fel az úton. A szekerek átkutatása közben állítólag német katonai felszerelést találtak, és „mivel ez a banda nem rendelkezett személyi okmányokkal és nem tudták megmagyarázni a (német katonai) holmik eredetét, ki lettek végezve”. A déli szovjet területeken gyilkoló Einstazgruppe D 1942 áprilisáig összesen 91 678 embert ölt meg, köztük a márciusban kivégzett „261 fő aszociális elemet, beleértve a cigányokat is”. Ugyanennek az alakulatnak egy korábbi jelentésében a meggyilkoltak között található „810 fő aszociális elem, cigány, elmebeteg, és szabotőr”. 1942 januárjában szintén az Einsatzgruppe D jelentette, hogy Szimferopolban megöltek 824 cigányt, illetve, hogy a városban „a cigánykérdés megoldást nyert”.

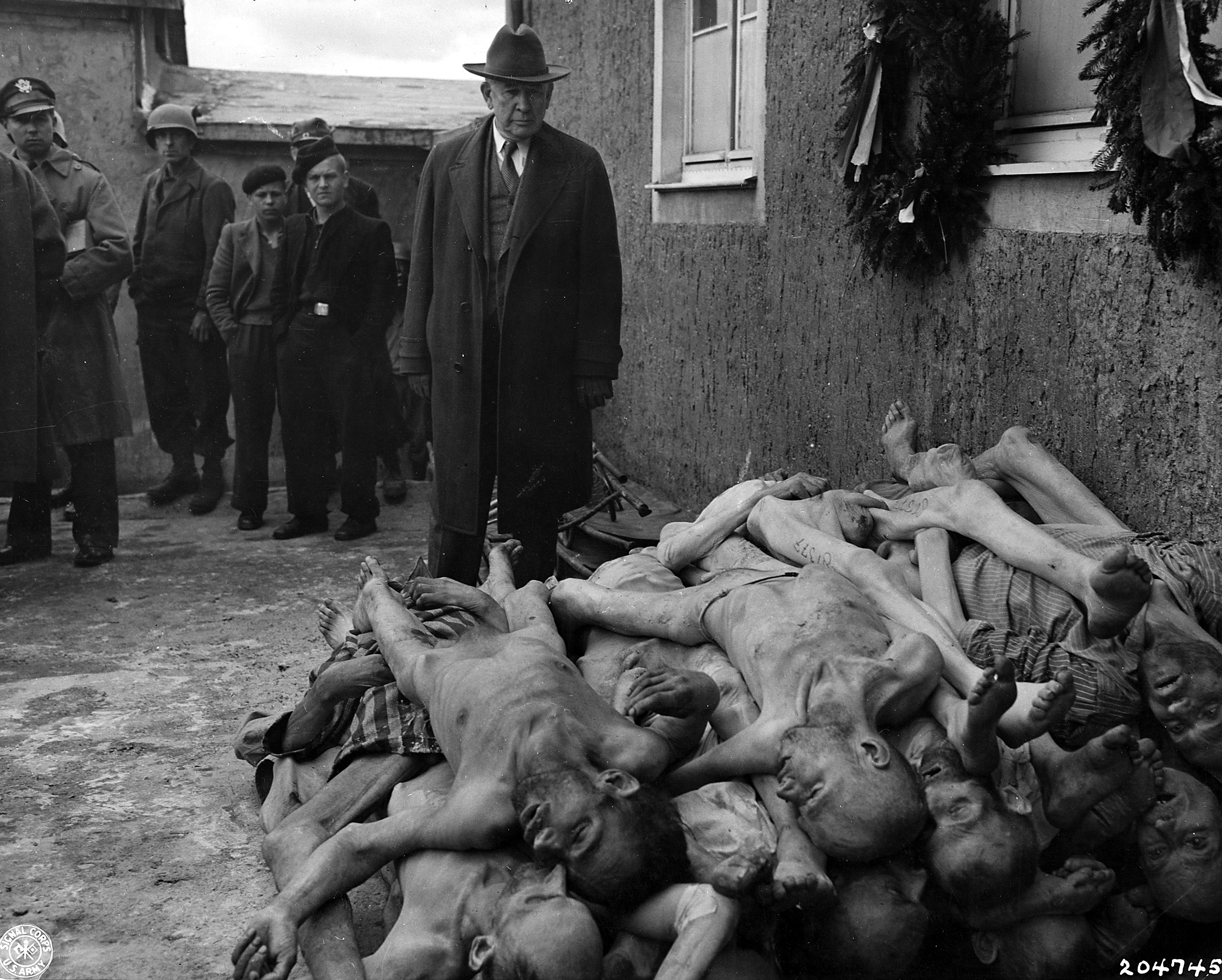
Halottak Buchenwaldban a német kivonulás után (1945. április 24.)

A nemzetiszocialisták a megszállt európai országokban eltérő módon és mértékben üldözték a helyi romákat. Hollandiában, Görögországban és Franciaországban nemigen törődtek velük. A kollaboráns francia hatóságok 30 ezer cigányt internáltak, míg a németek Belgiumból majdnem 400 belga, holland, német és norvég állampolgárságú cigányt deportáltak Auschwitzba, akik közül csak 12-en érték meg a felszabadulást. Aki eladta ekhós szekerét, mentesült. 1943 őszén Olaszországból a nemzetiszocialisták néhány tucatnyi olasz vándorcigányt hurcoltak keletre.
Szerbiában a megszálló német katonai hatóságok másfél év alatt helyben „oldották meg a zsidó- és a cigánykérdést”. A zsidókkal együtt mintegy 12 ezer cigányt lőttek agyon, vagy gázosítottak el teherautókban. 1942 augusztusában büszkén jelentették Berlinnek: Szerbiában „a zsidó- és a cigánykérdés megoldást nyert”. Lengyelországban 13 ezer vándorcigányt öltek meg, a letelepedett romákat a zsidó gettókba küldték, a varsóiba 1942. tavaszától bolgár és magyar állampolgárságúak is érkeztek. Őket a varsói zsidókkal együtt Treblinkában gázosították el.
A nemzetiszocialista Németországgal szövetséges államokban eltérően alakult a romák sorsa. A horvát usztasák 20-28 ezer romát gyilkoltak meg. A román hatóságok egyes források szerint 30-40 ezer cigányt mészároltak le. Más adatok alapján úgy tűnik, hogy 26 ezer cigányt deportáltak koncentrációs táborokba, akik közül 6-8 ezer embert megöltek, míg további 3 ezren az éhség és a betegségek áldozatai lettek. Szlovákiából nem deportálták a helyi cigány lakosságot, de általában a települések szélére kellett költözniük. Néhány száz vándorcigányt kényszermunkára vittek. SS-egységek százakat végeztek ki, de mintegy 30 ezren túlélték a háborút. A holokauszt során a különböző becslések szerint a kétmilliós európai cigányság 10-30%-át gyilkolták meg.

### Homoszexuálisok
Az alacsonyabbrendű fajnak minősített népek mellett olyan csoportok is a holokauszt célpontjaivá váltak, akik a náci erkölcsi ideálokkal összeegyeztethetetlenek voltak; közéjük tartoztak a homoszexuálisok is. Noha Hitler hatalomra kerülése előtt a homoszexualitás viszonylag elfogadottnak számított Németországban (a melegek számát 1928-ban 1,2 millióra becsülték), az SA-t pedig egyenesen a homoszexualitás melegágyának tartották, a hosszú kések éjszakája után megváltozott a helyzet. 1936-ban Himmler felállította a Homoszexualitás- és Abortuszellenes Birodalmi Főhivatalt, a meleg férfiakat a német vér megrontójának bélyegezték, és a Gestapo melegbárokban tartott razziák és lakossági bejelentések révén elkezdte nyilvántartásba venni a homoszexuálisokat.
1945-ig körülbelül 100 000 férfit tartóztattak le homoszexualitás miatt; mintegy felüket elítélték. A koncentrációs táborba küldöttek számát 5–15 ezer közé teszik, a többiek közönséges börtönökbe kerültek. A táborokba zárt meleg férfiaknak rózsaszín háromszöget, a leszbikusoknak az antiszociális hajlamot jelző fekete háromszöget kellett viselniük. Az internáltak nagyobb része meghalt, részben annak köszönhetően, hogy nemcsak az őreik, hanem a fogolytársaik is kegyetlenül bántak velük. Egy kis részüket bírósági utasításra kasztrálták. Egyeseket megkínoztak vagy hormonkísérletekhez használtak. Egyes esetekben a homoszexualitás vádját ürügyként használták katolikus papok ellen.
Összességében a holokauszt a melegeknek csak egy töredékét érintette, nekik azonban más, a nácik által üldözött csoportokkal szemben a háború vége sem mindig nyújtott menekülést. Sokukat továbbra is börtönben tartották a nácik által hozott homoszexualitás-ellenes törvény alapján, amit csak az 1960-as évek végén töröltek el. A homoszexualitásért koncentrációs táborba zártak nem kapták meg a nácik egyéb áldozatainak járó állami kártérítést, és néha még a börtönbüntetésük idejébe sem számították be a táborban letöltött éveket. A német kormány hivatalosan csak 2002-ben kért bocsánatot a meleg közösségtől.

### Fogyatékosok
1939-től Németországban több százezer testi vagy szellemi fogyatékossággal élő embert öltek meg szisztematikusan, az ezen emberek összegyűjtésére szakosodott speciális „kórházakban”. Később a családok kötelesek voltak értelmi fogyatékos vagy testi fogyatékossággal élő hozzátartozóikat ilyen kórházakba helyezni. A nemzetiszocialista eszme szerint felsőbbrendű és fajtiszta, vagyis árja emberről szóló nézete alapján nem voltak kívánatosak a „tökéletlen” emberek. Főleg méreggel végeztek velük, a hozzátartozókkal pedig azt közölték, hogy betegség miatt haltak meg. Több mint 400 000 személyt sterilizáltak, öltek meg, vagy végeztek rajtuk genetikai kísérleteket akaratuk ellenére, válogatás nélkül. A gáz általi kivégzés gyakorlatát fogyatékossággal élő személyek kivégzésére fejlesztették ki, később alkalmazták a haláltáborokban.

### Jehova Tanúi
A bibliakutatók – ahogy akkoriban Jehova tanúit nevezték – egyik fő előírása kifejezetten tiltja a hadviselésben való részvételt. A vallási szervezet ráadásul komoly háborúellenes propagandát is folytatott, ezért kezdettől szembekerültek a nemzetiszocialistákkal. Kb. 10 000 német bibliakutató volt egyszerre börtönben a nagyjából 25 000 fős közösségből, kb. 250 embert kivégeztek, és 2000-2500-an kerültek koncentrációs táborokba. Mintegy 1000-en közülük éhen haltak vagy fagyástól, betegségtől, végkimerüléstől, erőszaktól pusztultak el. A németeken kívül 200-250 holland, 200 osztrák, 100 lengyel, 10-50 magyar, belga, francia, cseh bibliakutató is volt közöttük. A Jehova tanúi közül kikerült áldozatok száma ugyan nagyon csekély a hatmilliós zsidó népirtáshoz képest vagy a roma áldozatok számához viszonyítva, de az üldözésük kegyetlensége és a német szellemi ellenállásban betöltött szerepük következtében meg kell emlékeznünk róluk is. Nyíltan küzdöttek nyomtatványaikban a szabad vallásgyakorlásért és a fegyverfogás lelkiismereti alapon való megtagadásáért. 1994. szeptember 27-én az Egyesült Államok Holokauszt Emlékmúzeumában neves történészek szemináriumot tartottak azzal a céllal, hogy méltassák Jehova Tanúinak szerepét; ezen részt vett 24 túlélő is.

### Szabadkőművesek

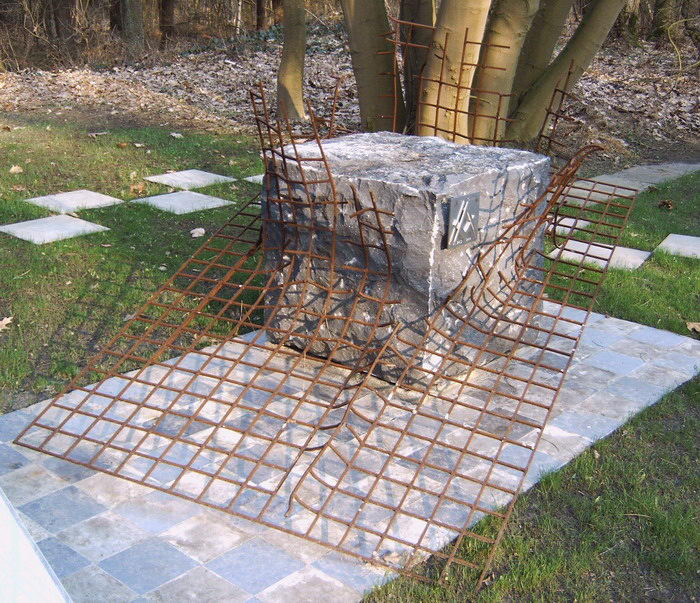
A Liberté chérie szabadkőműves páholy emlékműve. A páholyt az esterwegeni koncentrációs tábor foglyai alapították 1943 novemberében

A nácik a szabadkőműveseket a zsidó világösszeesküvés ügynökeinek tekintették, és részben nekik tulajdonították az első világháború elvesztését. A szabadkőműveseket koncentrációs táborba küldték, ahol a politikai foglyoknak járó fordított piros háromszöget kellett viselniük. Mivel sokan közülük zsidók vagy ellenzékiek voltak, nem lehet pontosan tudni, hány embert öltek meg kifejezetten a szabadkőműves nézetei miatt.

### Eszperantisták
Az eszperantó nyelvet a Lengyelországban élő Ludwig Lazar Zamenhof praktizáló szemorvos és amatőr nyelvész alkotta meg. De Adolf Hitler főképpen azt tartotta számon, hogy litván zsidó volt. A Mein Kampfban azzal vádolta meg, hogy a mesterséges nyelvet azért találta ki, mert annak használatával a zsidók fel akarják számolni a világ összes kultúráját. Nem számított, hogy Zamenhof ennek éppen az ellenkezőjét vallotta, s úgy vélte, a semleges közvetítő nyelv, amely senkié – valójában mindenkié.

## Az üldözötteket mentő személyek
A II. világháború alatt a német ill. németek által megszállt területeken akadtak olyan emberek, akik – bár rendkívül kockázatos volt – zsidókat, cigányokat, egyéb üldözötteket igyekeztek megmenteni. Sokan ismerőseiket, barátaik családját, szomszédaikat vagy akár idegen embereket rejtegettek saját házukban. Voltak olyanok is, akiknek nagyobb befolyásuk, jobb kapcsolataik voltak, és akár több száz embert is meg tudtak menteni. Több mint 20 000 ember kapta meg 44 országban a Világ Igaza címet azért, mert zsidókat mentett meg a holokauszt idején.
A legismertebbek közülük: Oskar Schindler, Emilie Schindler, Raoul Wallenberg, Raile Jakab, Giorgio Perlasca, Nicholas Winton.
A kevésbé ismertek: a svéd Per Anger és Valdemar Langlet, a japán Szugihara Csiune, a svájci Carl Lutz és Harald Feller, a spanyol Ángel Sanz Briz, valamint Monsignor Angelo Rotta pápai nuncius és helyettese, Monsignor Gennaro Verolino valamint Márton Áron erdélyi püspök .
A magyarok közül az Igaz Ember cím birtokosai többek közt (2009 októberében 725-en vannak) boldog Apor Vilmos, Sztehlo Gábor, id. Antall József, Bay Zoltán, Slachta Margit, Salkaházi Sára, Szalai Pál (2009-ben) vagy Reviczky Imre, Kolonits Ilona (2007-ben) Kolonits Margit, Kolonits Paola es Kolonits Ferencné Holka Paolina, Ferenczfalvi Kálmán. További ismert személyek, akik az üldözötteket mentették vagy a deportálások ellen tettek: Vámbéry Rusztem, Almásy László, Zsindely Ferenc és Zsindelyné Tüdős Klára, özvegy Horthy Istvánné gróf Edelsheim Gyulai Ilona és köre.

## Holokauszt-emlékművek

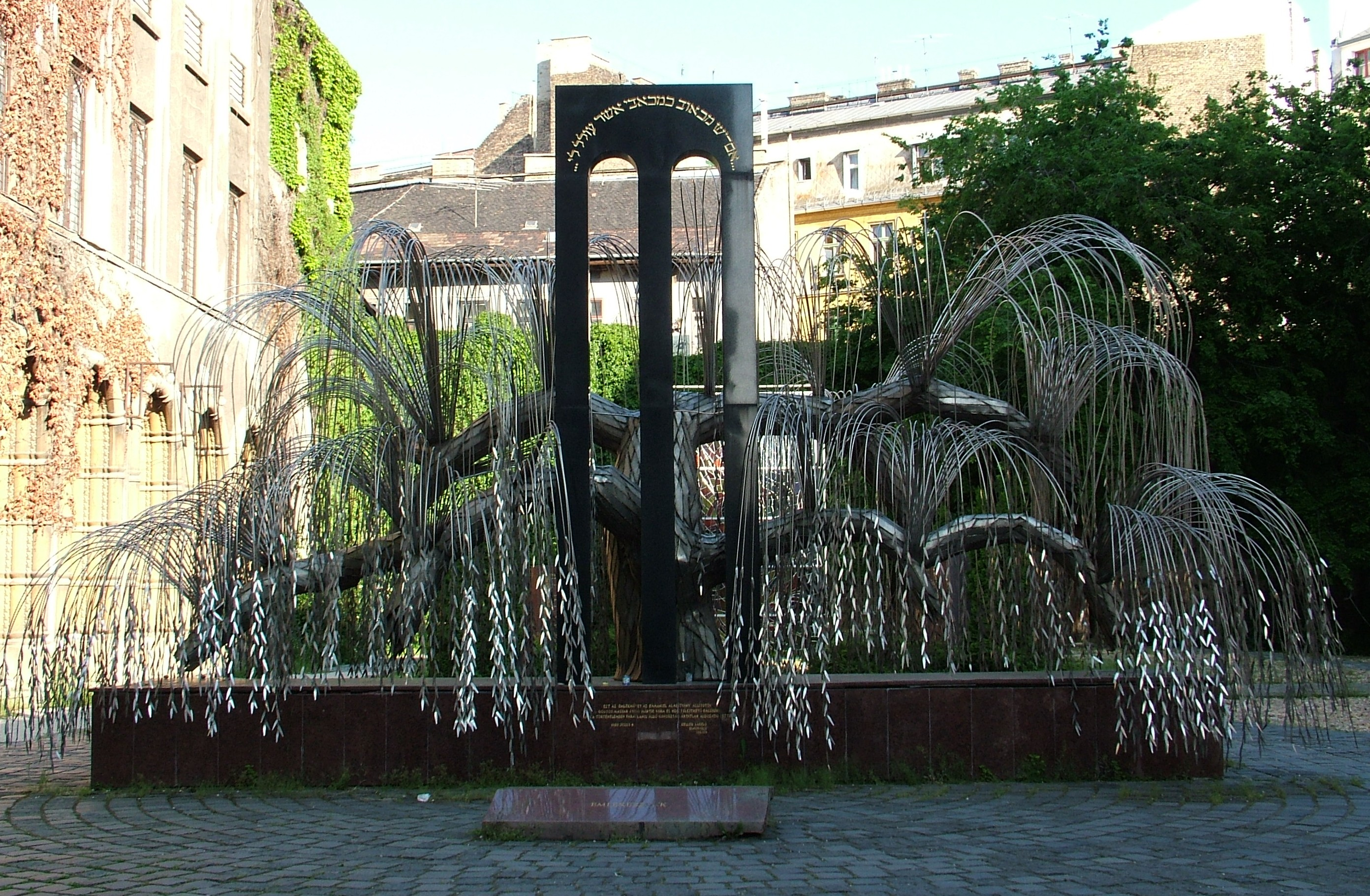
A zsidó mártírok emlékműve, Dohány utcai zsinagóga (Varga Imre alkotása, 1991)
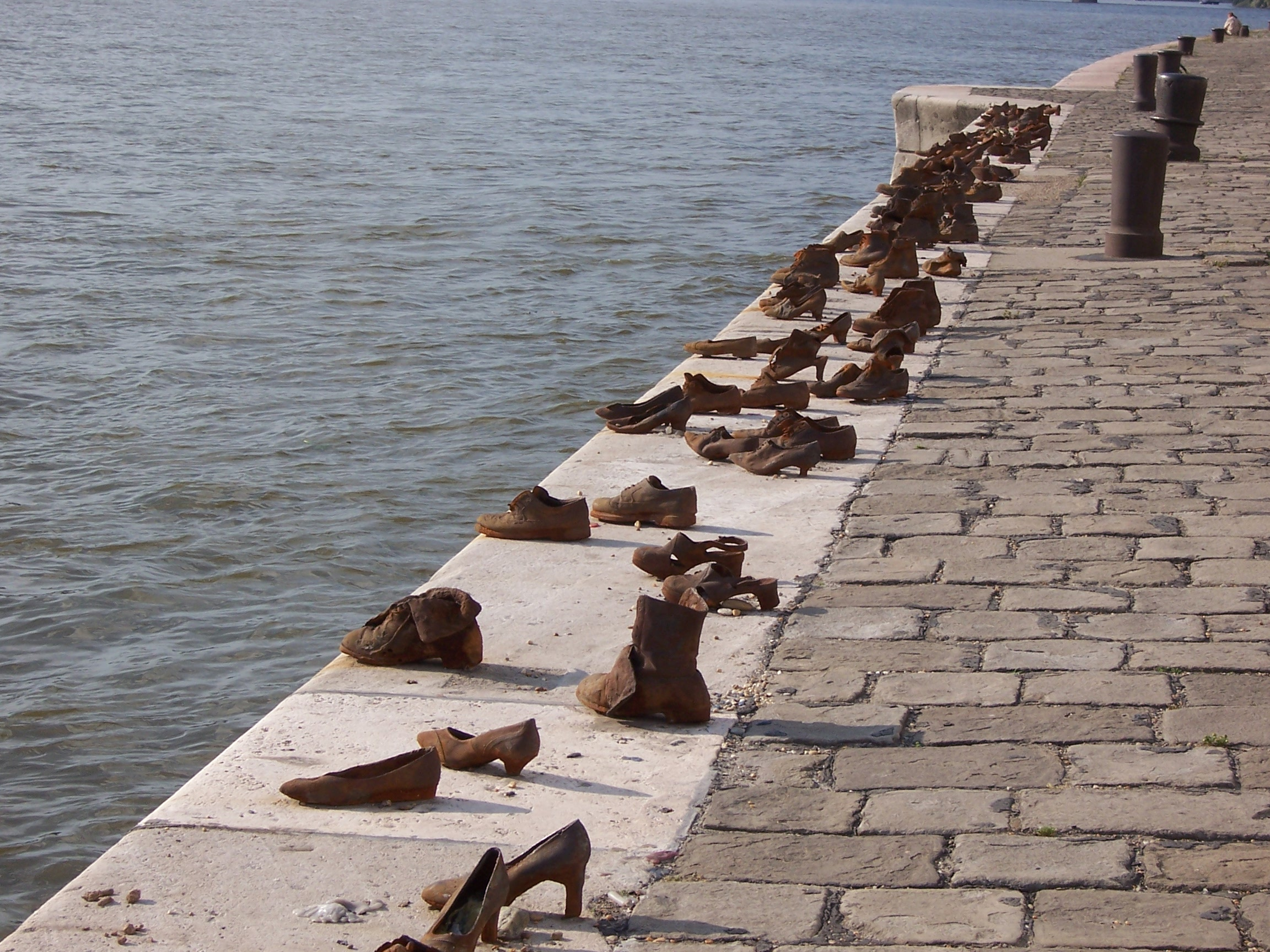
Cipők a Duna-parton (Pauer Gyula és Can Togay alkotása)
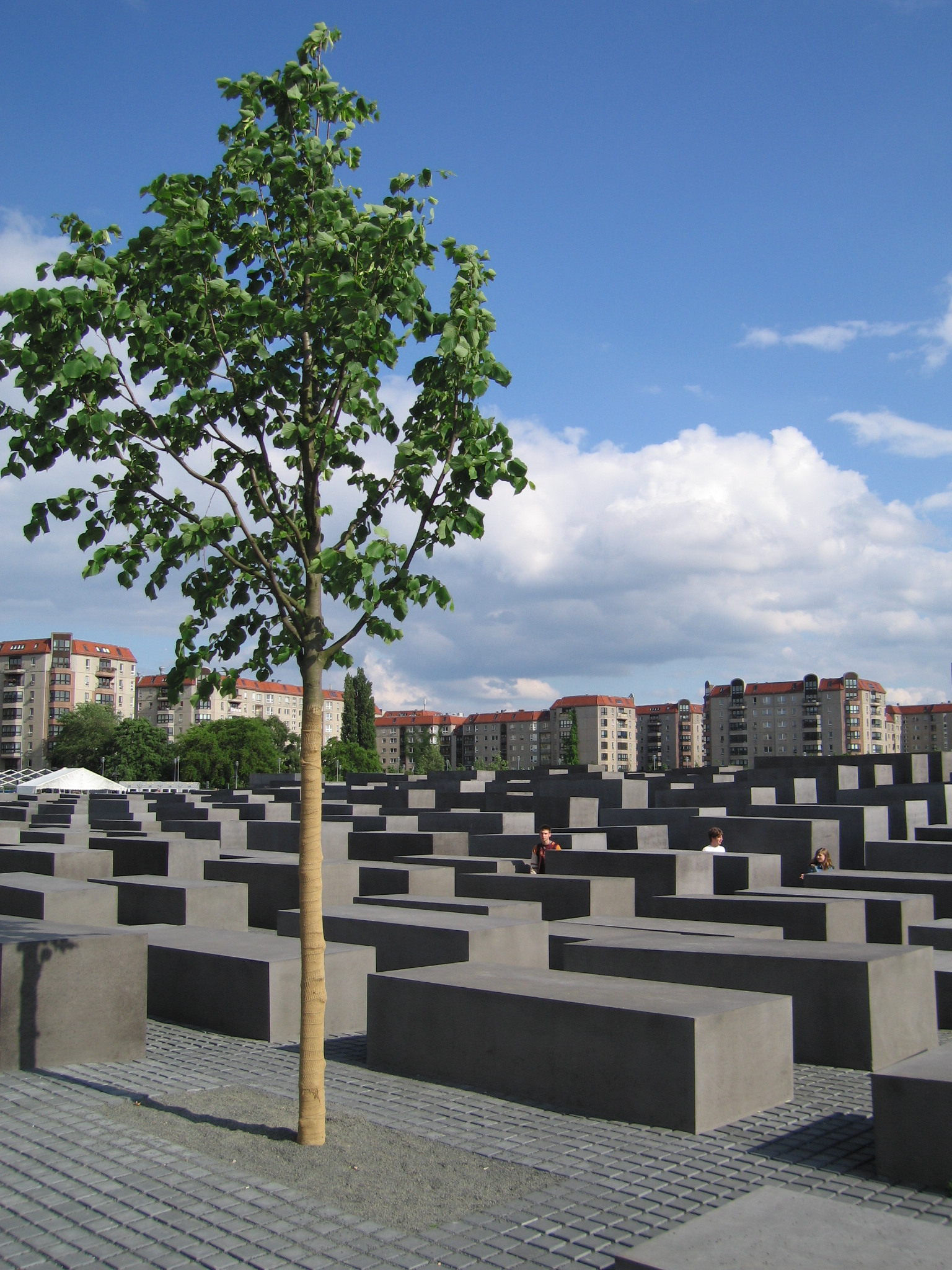
Berlin
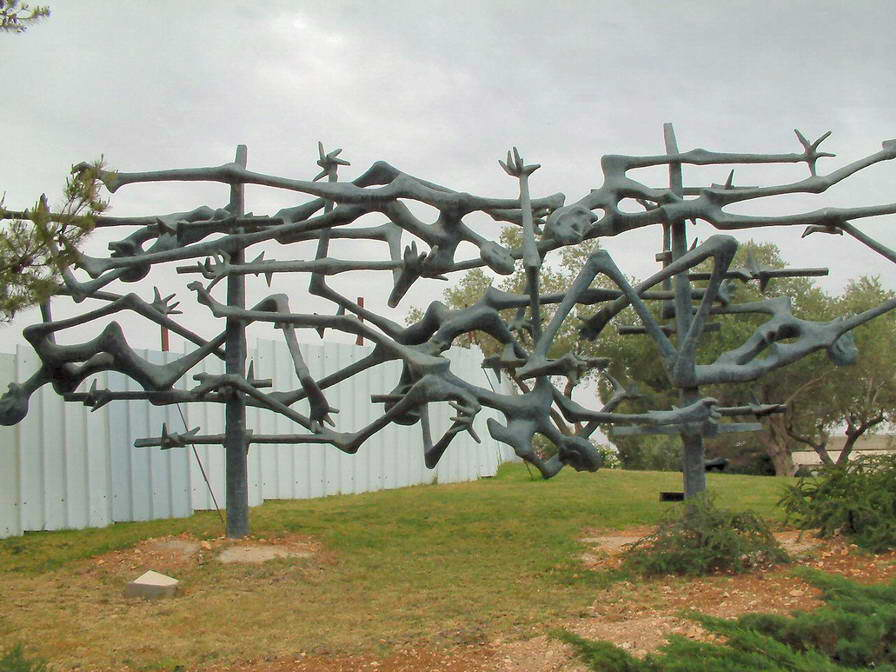
Jeruzsálem
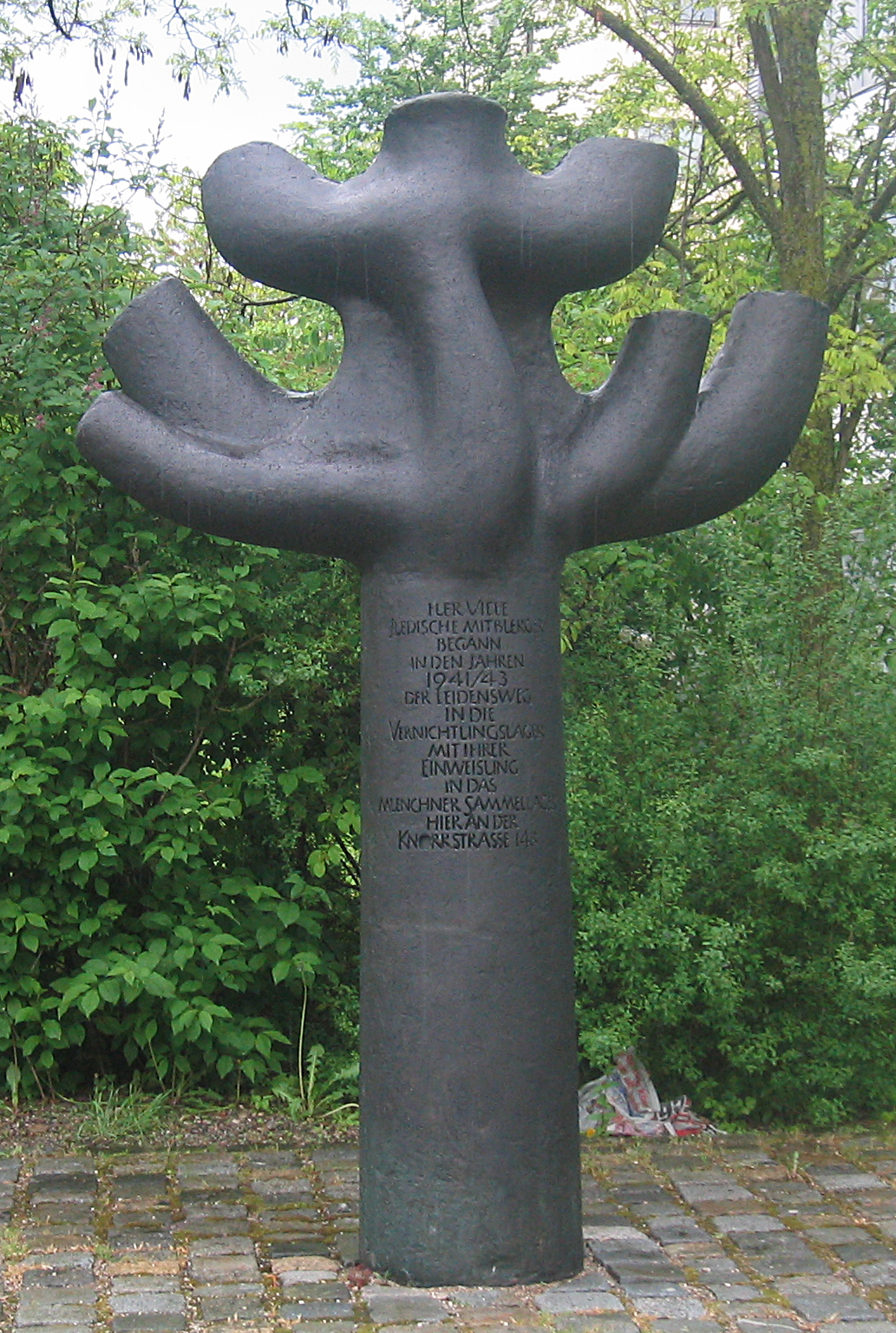
München
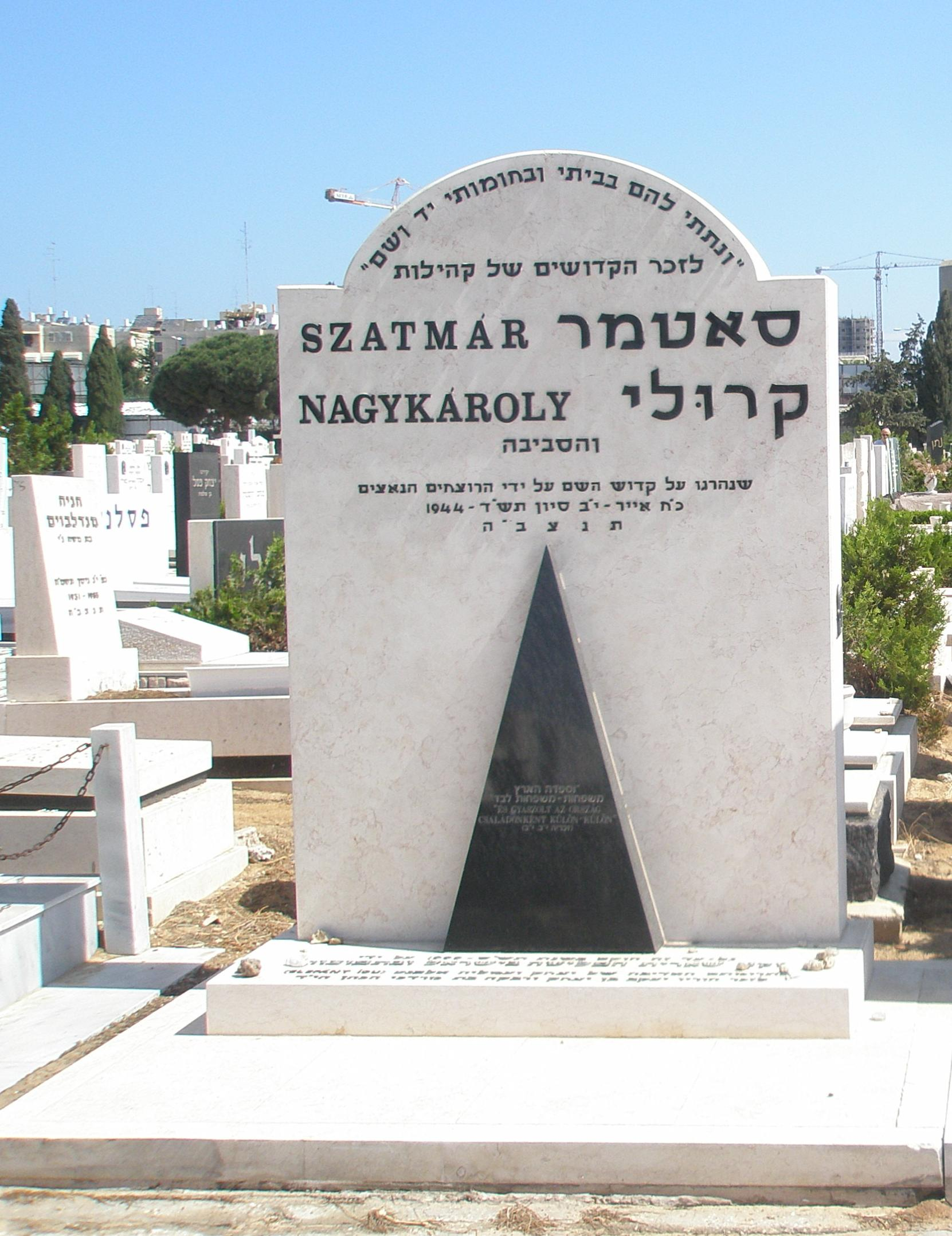
Szatmári és nagykárolyi magyar zsidók emlékműve Holonban (Izrael)

## Holokauszttagadás és holokausztrevizionizmus

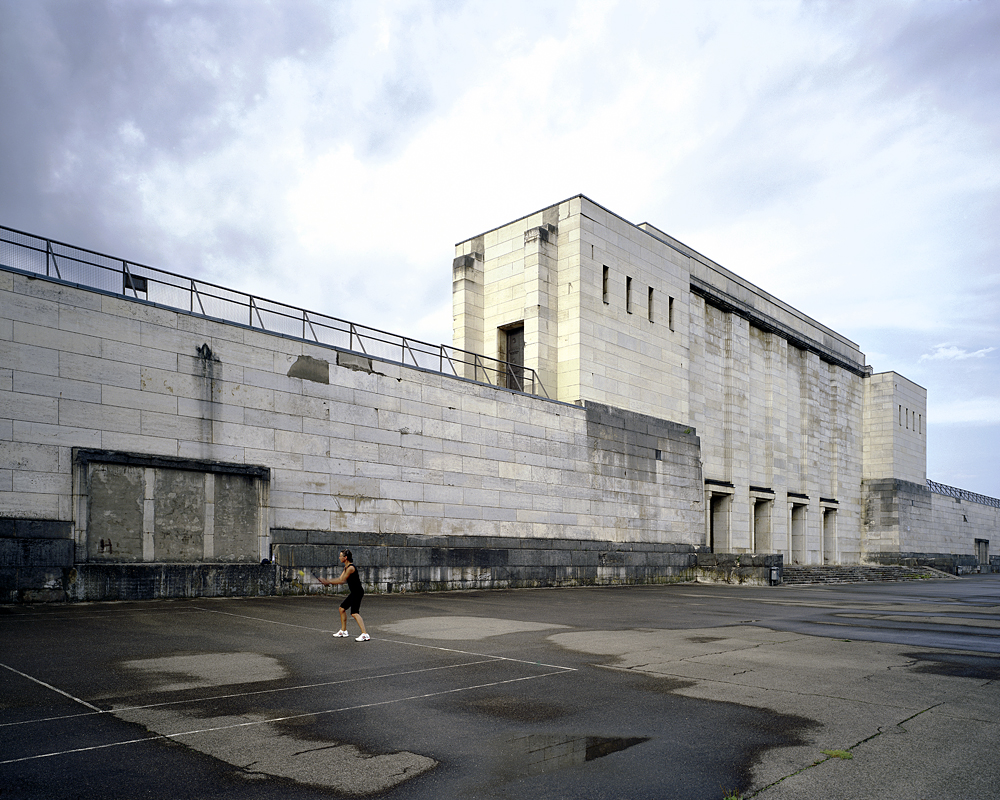
Nürnberg

Többen vitatják a holokauszt kapcsán folyó kutatások eredményeit. A hivatalosnak tekinthető, a történészek túlnyomó része által elfogadott adatokat a holokauszttagadók és a holokausztrevizionisták egyaránt megkérdőjelezik. (A két csoport között van átfedés, a holokauszttagadók is gyakran használják magukra a „holokausztrevizionista” (holocaust revisionist) kifejezést.)
Holokauszttagadók szerint a holokauszt nem következett be, avagy nem szervezetten. A holokauszt-revizionisták elfogadják ugyan a zsidó népirtás tényét, de szerintük hatmilliónál lényegesen kevesebb zsidót öltek meg a nemzetiszocialisták. Több alternatív vélekedés is létezik, miszerint a náci vezetés tudta nélkül történt a zsidók kiirtása, avagy nem voltak tömeggyilkosságok a koncentrációs táborokban. Mivel a holokauszt a történészek szerint az egyik legjobban dokumentált jelenkori történelmi esemény, a holokauszttagadók álláspontját nem tekintik hitelt érdemlőnek. Az Egyesült Államok legnagyobb történészegyesülete, az Amerikai Történeti Társaság véleménye szerint a holokauszttagadás ,,legjobb esetben is csak a tudományos csalás egyik formája”. A holokauszttagadás nyilvános pártolása bűncselekménynek minősül számos országban, beleértve Ausztriát, Belgiumot, Csehországot, Franciaországot, Izraelt, Lengyelországot, Litvániát, Németországot, Olaszországot, Romániát, Svájcot, és Magyarországot is.
A „történelmi revizionizmus” (historical revisionism) a történelmi kutatások egyik fő módszere, a történelem ismételt felülvizsgálata a tények ismeretében. A történészek nagy része szerint viszont a holokausztrevizionizmus a történelmi tények szándékos félreértelmezése. Gordon McFee szavaival: „a revizionisták abból a következtetésből kiindulva, hogy a holokauszt nem következett be haladnak visszafelé a tényeken, és azokat az előre rögzített végeredményhez alakítják. Más szóval, megfordítják a helyes metodológiát … feje tetejére állítva a tudományos kutatás bevett módszereit.” A Public Opinion Quarterly amerikai társadalomtudományi folyóirat szerint „nincs olyan elismert történész, aki megkérdőjelezné a holokausztot, és azok, akik támogatják a holokauszttagadást, túlnyomórészt antiszemiták vagy neonácik.” A revizionisták által hivatkozott olyan munkák, mint Norman Finkelstein politológus művei nem holokauszttagadók, hanem a holokauszt tényének későbbi politikai vonatkozásaival, kihasználásával foglalkoznak.

## További információ

### Ajánlott irodalom
- Lebor, Adam: Alvó számlák - Hogyan húzott hasznot Svájc a náci népirtásból?, Bp., Bastei Budapest Kft., 2000 ISBN 963-296-410-1
- Szita, Szabolcs. Együttélés, üldöztetés, holokauszt. Budapest: Korona Kiadó (2001). ISBN 963-9376-07-8
- Black, Edwin: Az IBM és a holokauszt, Budapest, Athenaeum 2000 Könyvkiadó, 2002
- Aly, Götz: Hitler népállama. Rablás, faji háború és nemzeti szocializmus (ford. Teller Katalin), Atlantisz Könyvkiadó, Budapest, 2005 (Circus Maximus), ISBN 9789639777132
- Laurence Rees: A holokauszt. A gyűlölet gyökereitől a Harmadik Birodalom összeomlásáig; ford. Kisantal Tamás; Libri, Budapest, 2022
- Stark Tamás: „Legyünk bátrak ellenállni!” – emlékezés félmillió elpusztított magyarra (Válasz Online, 2025)

### Webhelyek magyarul
- a Terror Háza Múzeum időszaki kiállítása
- A holokauszt Magyarországon
- Holokauszt Emlékközpont
- Emlékparkavatás és gyászistentisztelet a fővárosban
- Egyesült Államok Holokauszt Emlékmúzeuma
- Norman Finkelstein: Holokausztipar
- Mégis tudtak a holokausztról Hitler tábornokai (Mult-kor.hu, 2007. augusztus 3.)
- 66 kérdés és válasz a holokausztról – revizionista nézőpontból, az Institute for Historical Review nyomán
- Domonkos Istvánnal beszélget Várnai Pál – Szombat 2006. február
- Digitális tananyag diákoknak és tanároknak
- A holokauszt-téma az irodalomban Archiválva 2012. november 2-i dátummal a Wayback Machine-ben

### Webhelyek angolul
- Hitchcock’s Masterpiece On the Holocaust: “Memory of the Camps” Is Finally Released (VIDEO attached in its entirety) – Alfred Hitchcock kb. 50 perces eredeti filmje (közvetlen link)
- Wallenberg és Szabó Károly budapesti embermentő akciói
- Wallenberg: More Twists to the Tale, Mária Ember, They Wanted to Blame Us
- A Nizkor Project válasza az IHR 66 kérdésére
- The Central Database of Shoah Victims' Names Archiválva 2013. február 13-i dátummal a Wayback Machine-ben